# Almuth Schult
Almuth Schult (* 9. Februar 1991 in Dannenberg (Elbe)) ist eine deutsche ehemalige Fußballtorhüterin. Zwischen 2013 und 2022 stand sie beim VfL Wolfsburg unter Vertrag, 2014 wurde sie gemeinsam mit Hope Solo zur IFFHS-Welttorhüterin des Jahres gewählt. Von 2012 bis 2022 kam Almuth Schult zu 66 Einsätzen für die A-Nationalmannschaft, mit der sie 2016 Olympiasiegerin wurde.

## Karriere

### Vereine
Almuth Schult wuchs in Lomitz auf und begann das Fußballspielen im Alter von fünf Jahren in ihrer Heimatregion, dem Wendland, beim FC SG Gartow. 2007 wechselte sie zum Hamburger SV. 2008 zog sie aus persönlichen Gründen nach Stendal und spielte fortan bei dem Regionalligisten Magdeburger FFC. Dort konnte Schult einen Stammplatz erringen und schaffte 2009 mit dem Verein den Aufstieg in die 2. Bundesliga Nord. 2010 legte sie ihr Abitur ab und war im Januar 2011 neben 258 Amateurfußballspielern in Sachsen-Anhalt die einzige Frau, die mit einem Vertrag ausgestattet war.
Im Sommer 2011 wechselte sie zum Bundesligisten SC 07 Bad Neuenahr. Aufgrund der Insolvenz des Vereins kündigte sie Mitte April 2013 ihren bis 2014 laufenden Vertrag und wechselte Ende Mai 2013 zum VfL Wolfsburg.
In der eingleisigen Bundesliga (seit 1997/98) hält Schult den Rekord für die meisten Spielminuten ohne Gegentreffer. Zwischen dem 4. Oktober 2014 und dem 15. März 2015 blieb sie 1051 Minuten ohne Gegentor. Sowohl am 6. Spieltag als auch am 17. Spieltag wurde sie dabei von Genoveva Añonma vom 1. FFC Turbine Potsdam überwunden.
Mit dem VfL Wolfsburg  gewann sie  2019 das Double mit Meisterschaft und DFB-Pokal und zog in der Championsleague-Saison 2021/2022 in einer schwierigen Gruppe gegen Juventus und Chelsea als Gruppensieger ins Viertelfinale ein.
Nachdem bereits bekannt gewesen war, dass Schult ein Angebot zur Vertragsverlängerung beim VfL Wolfsburg abgelehnt hatte, gab sie am 6. April 2022 bekannt, im Sommer nach der Europameisterschaft nach Los Angeles in die USA zu Angel City FC zu wechseln. Sie unterschrieb für 18 Monate. Ihr Vertrag dort wurde nicht verlängert und sie verließ den Verein vorzeitig nach nur einer absolvierten Partie wieder.
Im April 2024 unterschrieb sie einen bis zum Saisonende datierten Vertrag beim in der 2. Bundesliga spielenden Hamburger SV.
Im August 2024 wechselte Schult erneut in die USA. Sie unterschrieb bei Kansas City Current einen Vertrag bis zum Saisonende. Sie verließ den Verein Mitte Dezember.
Am 31. März 2025 gab sie ihr Karriereende bekannt.

### Nationalmannschaft

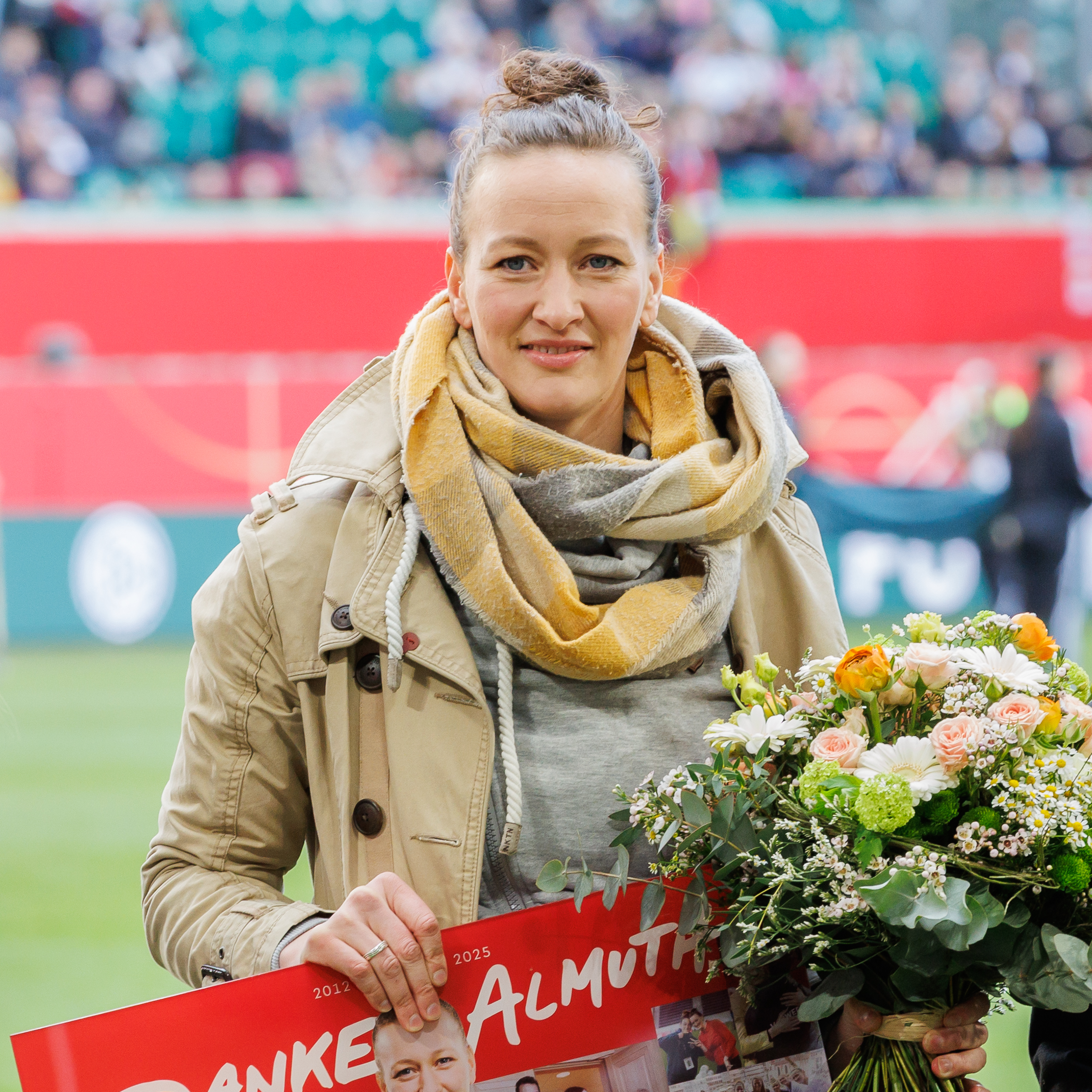
Almuth Schult, Verabschiedung aus der Nationalmannschaft (2025)

Zu frühen Erfolgen im Nationaldress zählen ihr Titel mit der deutschen U-20-Nationalmannschaft bei der U-20-Weltmeisterschaft 2010 in Deutschland und der dritte Platz bei der U17-Weltmeisterschaft 2008 in Neuseeland. Almuth Schult bestritt außerdem mit der U19-Auswahl das EM-Turnier 2010 in Mazedonien und schied dort im Halbfinale gegen Frankreich nach Verlängerung und Elfmeterschießen aus.
Almuth Schult gehörte zum Kader für die Weltmeisterschaft 2011, kam jedoch nicht zum Einsatz. Am 15. Februar 2012 bestritt sie beim 5:0-Sieg in der EM-Qualifikation gegen die Nationalmannschaft der Türkei ihr erstes Länderspiel für die A-Nationalmannschaft aufgrund der Verletzung von Stammtorhüterin Nadine Angerer. Sie ist die erste DFB-Torhüterin, die ihren ersten Einsatz in einem Pflichtspiel bestritt. Auch in den drei folgenden Spielen im Turnier um den Algarve-Cup kam sie zum Einsatz und blieb ohne Gegentor, womit sie den Rekord von Nadine Angerer einstellte, die als erste Torhüterin in ihren ersten vier Spielen ohne Gegentor geblieben war. Erst im mit 4:3 gegen Weltmeister Japan gewonnenen Finale musste sie die ersten Gegentore hinnehmen.
Am 24. Mai 2015 wurde sie von Bundestrainerin Silvia Neid in den endgültigen Kader für die Weltmeisterschaft 2015 in Kanada berufen.
Im September 2015 wurde sie von Silvia Neid zu Nadine Angerers Nachfolgerin als Nationaltorhüterin ernannt. Bei den Olympischen Sommerspielen 2016 gewann sie als Stammtorhüterin die Goldmedaille. Dafür wurde sie am 1. November 2016 mit dem Silbernen Lorbeerblatt ausgezeichnet.
Bei der Europameisterschaft 2017 in den Niederlanden schied Schult mit ihrem Team im Viertelfinale gegen die Nationalmannschaft Dänemarks aus dem Turnier aus. Schult kam in allen vier Turnierspielen zum Einsatz.
Während der WM 2019 war sie als Stammtorhüterin gesetzt und bestritt alle fünf Spiele bis zum Ausscheiden gegen die Nationalmannschaft Schwedens im Viertelfinale.
Für die EM 2022 in England wurde sie durch Bundestrainerin Martina Voss-Tecklenburg nominiert, im Spielkader stand aber Merle Frohms und Schult blieb ohne Einsatz. Das deutsche Team erreichte das Finale, scheiterte aber an England und wurde Vize-Europameister. Ihr letztes Länderspiel bestritt sie am 13. November 2022 in den USA.

## Frauensportgesellschaftliches Engagement
In ihrer Zeit als Profifußballspielerin setzte sich Schult für Verbesserungen im Frauenfußball ein. So verhandelte sie Gelder für Lehrgänge mit dem DFB und kritisierte deutlich schlechte Bedingungen in der Fußballbundesliga. Nach der Geburt ihrer Zwillinge 2020 stieß sie auf Vorbehalte gegen ihre Rückkehr in den Profifußball als Mutter. Sie arbeitete an den Empfehlungen der Fußballerinnengewerkschaft FIFPro an die FIFA zur Verbesserung der Mutterschutzbedingungen mit. Nach der Geburt ihres dritten Kindes im Jahr 2023 profitierte sie als erste Fußballspielerin weltweit von den geänderten Regularien, erlebte aber in deutschen und europäischen Clubs Zurückhaltung, sie zu verpflichten. Diese Erfahrung veranlasste sie zum Wechsel in die US-Profiliga National Women’s Soccer League zum Club Angel City FC, einem mehrheitlich von Frauen gegründeten und finanzierten Team.

## Erfolge
Nationalmannschaft
- Olympiasiegerin: 2016
- Europameisterin: 2013
- Vizeeuropameisterin: 2022 (ohne Einsatz)
- Algarve-Cup-Siegerin: 2012, 2014
- U20-Weltmeisterin: 2010
- Dritter Platz U17-WM 2008

Vereine
- Champions-League-Siegerin: 2014
- Deutsche Meisterin (6): 2014, 2017, 2018, 2019, 2020, 2022
- Deutsche Pokalsiegerin (8): 2015, 2016, 2017, 2018, 2019, 2020, 2021, 2022

Auszeichnung
- IFFHS-Welttorhüterin des Jahres: 2014 (gemeinsam mit Hope Solo)

## Sonstiges
Schult studierte an der Deutschen Sporthochschule Köln. Nachdem sie im November 2018 die Testspiele gegen Italien und Spanien verpasst hatte, arbeitete sie am 10. November als Co-Kommentatorin für die Sportschau an der Seite von Bernd Schmelzer. Sie ist verheiratet. Im Frühjahr 2020 wurde Schult Mutter von Zwillingen und im August 2023 eines dritten Kindes.

## TV-Expertin und Podcasterin
Bei der Fußball-Europameisterschaft 2021 war sie für die ARD als Expertin tätig. Ihr Einsatz als TV-Fußballexpertin wurde in den Medien sehr positiv bewertet. Ihr wurden Authentizität und Fachwissen bescheinigt.
Seit Ende Oktober 2022 ist sie für den Streaming-Dienst DAZN Expertin und Co-Kommentatorin bei Spielen der Fußball-Bundesliga, der UEFA Champions League und UEFA Women’s Champions League.
Bei der Fußball-Weltmeisterschaft der Frauen 2023 war sie erneut für die ARD als Expertin tätig. Im Dezember 2023 wurde sie von der ARD fest als TV-Expertin verpflichtet, vornehmlich für Frauenfußball. Aber auch bei der Fußball-Europameisterschaft der Herren 2024 kam sie zum Einsatz.
Zur Saison 2024/2025 startete Schult ihren eigenen Fußball-Podcast „Almuths Pausen-T“ beim RedaktionsNetzwerk Deutschland (RND), für das sie regelmäßig auch als Kolumnistin tätig ist. Gemeinsam mit ihrem Co-Host, RND-Reporter Roman Gerth, spricht sie dort einmal wöchentlich – immer donnerstags um 18 Uhr – über ihr wichtigstes Thema der Woche oder sie präsentiert ihre These der Woche. Damit überrascht Schult ihren Podcast-Begleiter, der das Thema vorab nicht kennt und damit die Rolle des überraschten Zuhörers übernimmt.